# Cuchilla de Haedo
La Cuchilla de Haedo est une chaîne de collines (en espagnol : cerros) de l'Uruguay qui parcourt le pays dans sa partie septentrionale, et du Sud-Ouest du Brésil. Elle est située au nord-ouest du río Negro qui la sépare de la Cuchilla Grande située dans l'Est de l'Uruguay.

## Géographie
Occupant toute la partie nord-ouest de l'Uruguay, la Cuchilla de Haedo présente également des ramifications vers l'est et l'ouest s'insérant entre deux grands bassins fluviaux dont elle constitue la ligne de partage des eaux, le río Negro et le río Uruguay confluant dans le Sud-Ouest du pays, au lieu dénommé Rincón de las Gallinas. Elle est également, sur son flanc occidental, le lieu de sources de nombreuses rivières dont certaines sont d'importants affluents de rive droite du fleuve Uruguay. Parmi celles-ci naissent, respectivement, du nord-est au sud-ouest, les rivières Arapey Grande, Daymán et Queguay Grande.
La Cuchilla de Haedo prend le nom de Cuchilla Negra à son extrémité nord-est.
Les ramifications les plus importantes situées vers l'ouest sont les petites Cuchillas de Belén, d'Arapey, de Daymán, de Queguay et de Rabón.
Cette chaîne de collines s'étend sur six départements uruguayens : Rivera au nord-est, Tacuarembó au centre, Paysandú et Río Negro au sud-ouest, et Salto et Artigas au nord-ouest, sur environ 300 kilomètres.
La Cuchilla de Haedo forme un lambeau du bouclier brésilien par la Cuchilla de Santa Ana, en limite de la frontière avec le Brésil. Celle-ci est la prolongation la plus orientale de la Cuchilla de Haedo présentant des caractéristiques propres au plateau brésilien.
Cette continuité géomorphologique parmi les ramifications orientales de la Cuchilla de Haedo se vérifient notamment dans ses paysages détritiques et son socle cristallin. La sierra de Tambores offre des reliefs tabulaires de type mesetas et des collines plates ou cerros aplatis comme les trois collines du Rincón de Tres Cerros dont le cerro de los Chivos qui en sont des exemples les plus saisissants. Ces reliefs particuliers d'origine basaltique expliquent en grande partie leur formation originale avec également la présence des buttes témoins comme le cerro Batoví.
La bordure orientale de la Cuchilla de Haedo est basse, mais abrupte et escarpée, alors que le versant occidental est plus adouci. Les cerros y sont de faible altitude, ne dépassant généralement pas les 300 mètres d'altitude, le point culminant étant situé à 372 mètres d'altitude à la frontière entre les deux pays. Les cerros Batoví, Tambores, Lunarejo et de la Virgen sont les plus remarquables sites dans la Cuchilla de Haedo[réf. nécessaire].

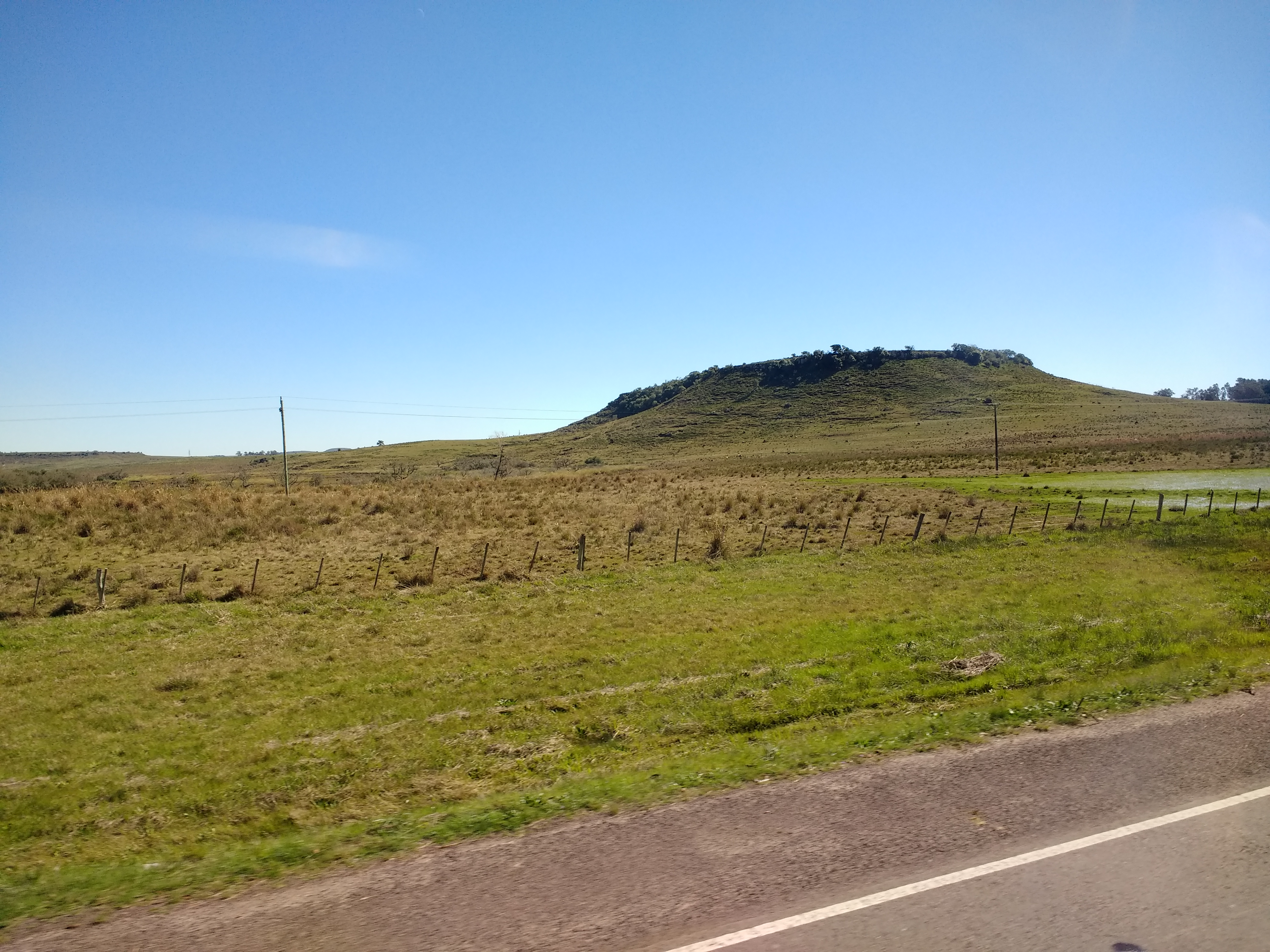
Paysage typique de la Cuchilla de Haedo dans le département de Tacuarembó.
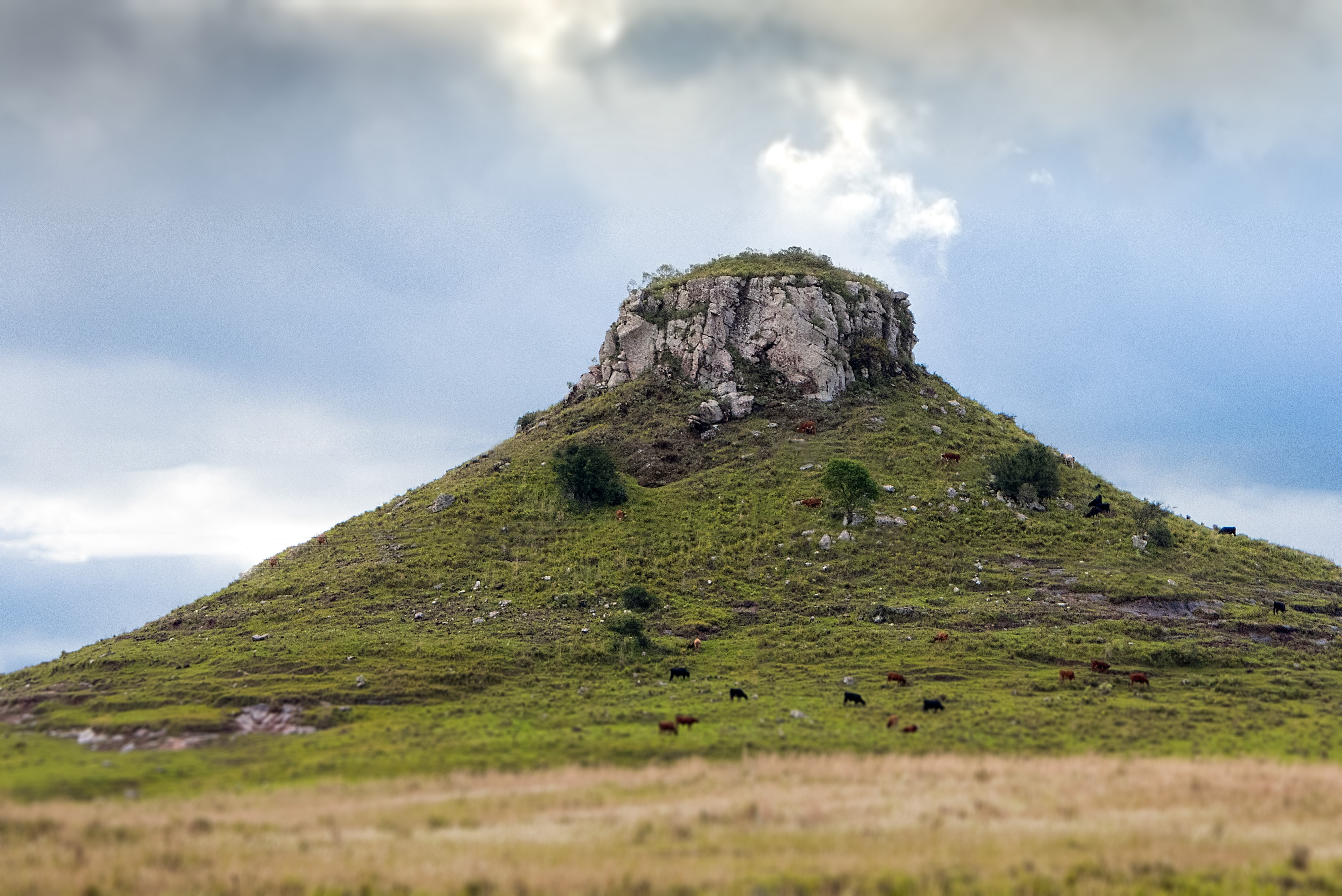
Le cerro Batoví, une butte témoin spectaculaire dans la Cuchilla de Haedo.
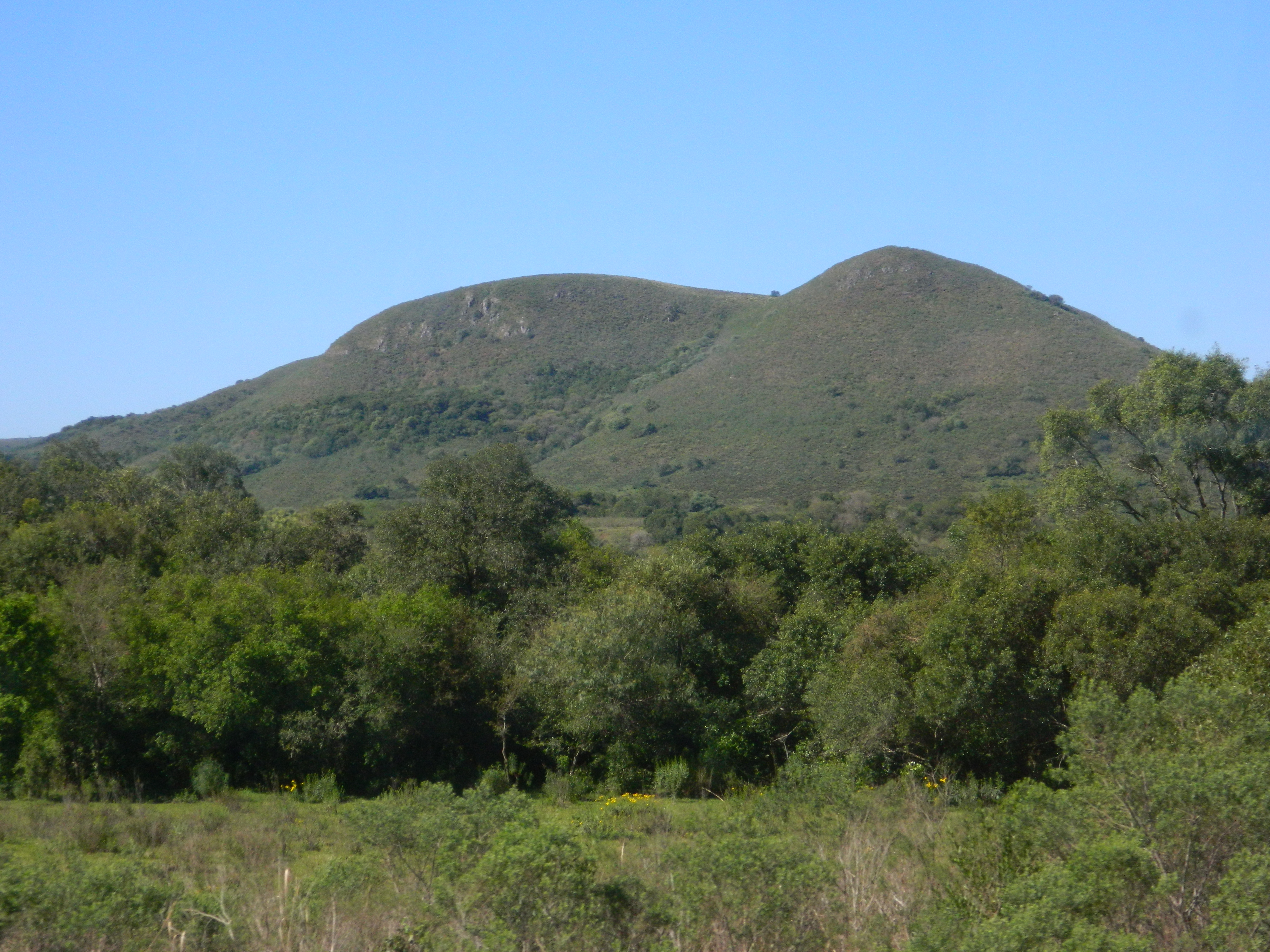
Les cerros chatos dans le département de Rivera, un exemple typique de collines aplaties dans la Cuchilla de Haedo.
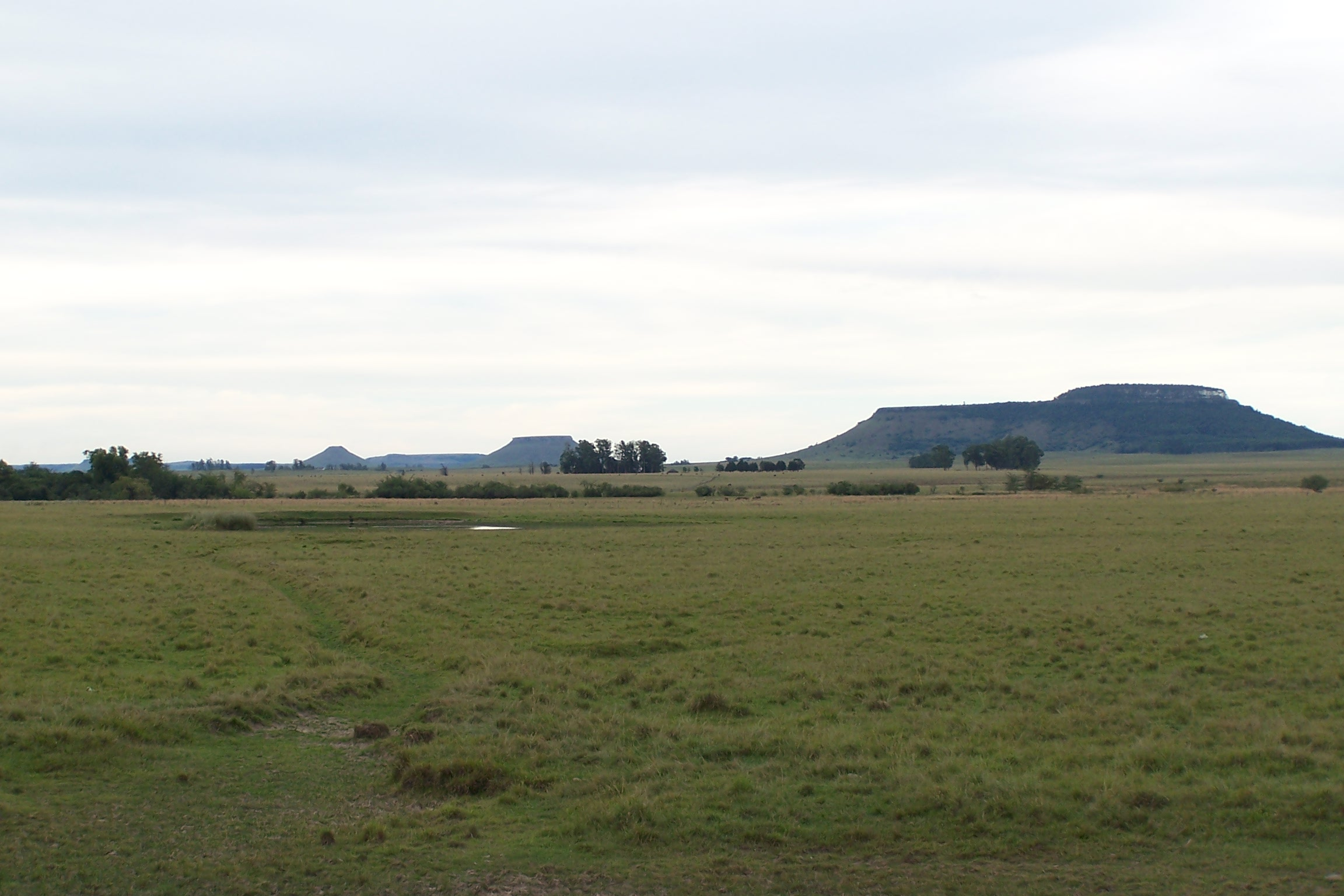
Le Rincón de Tres Cerros, situé entre les départements de Tacuarembò et de Rivera, présente un paysage typique de la Cuchilla de Haedo avec ses reliefs tabulaires.
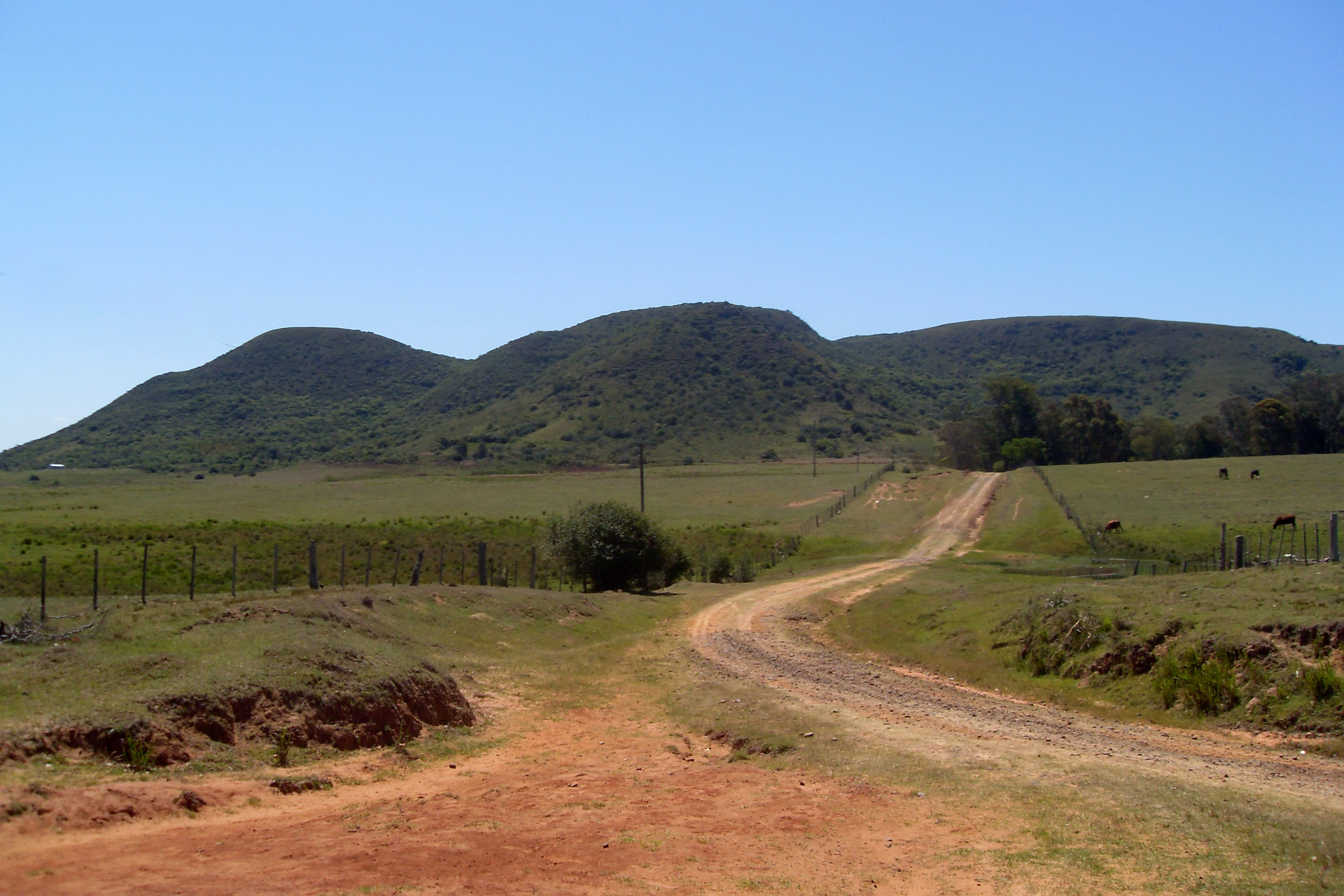
Paysage de la vallée de Lunarejo dans la Cuchilla de Haedo.
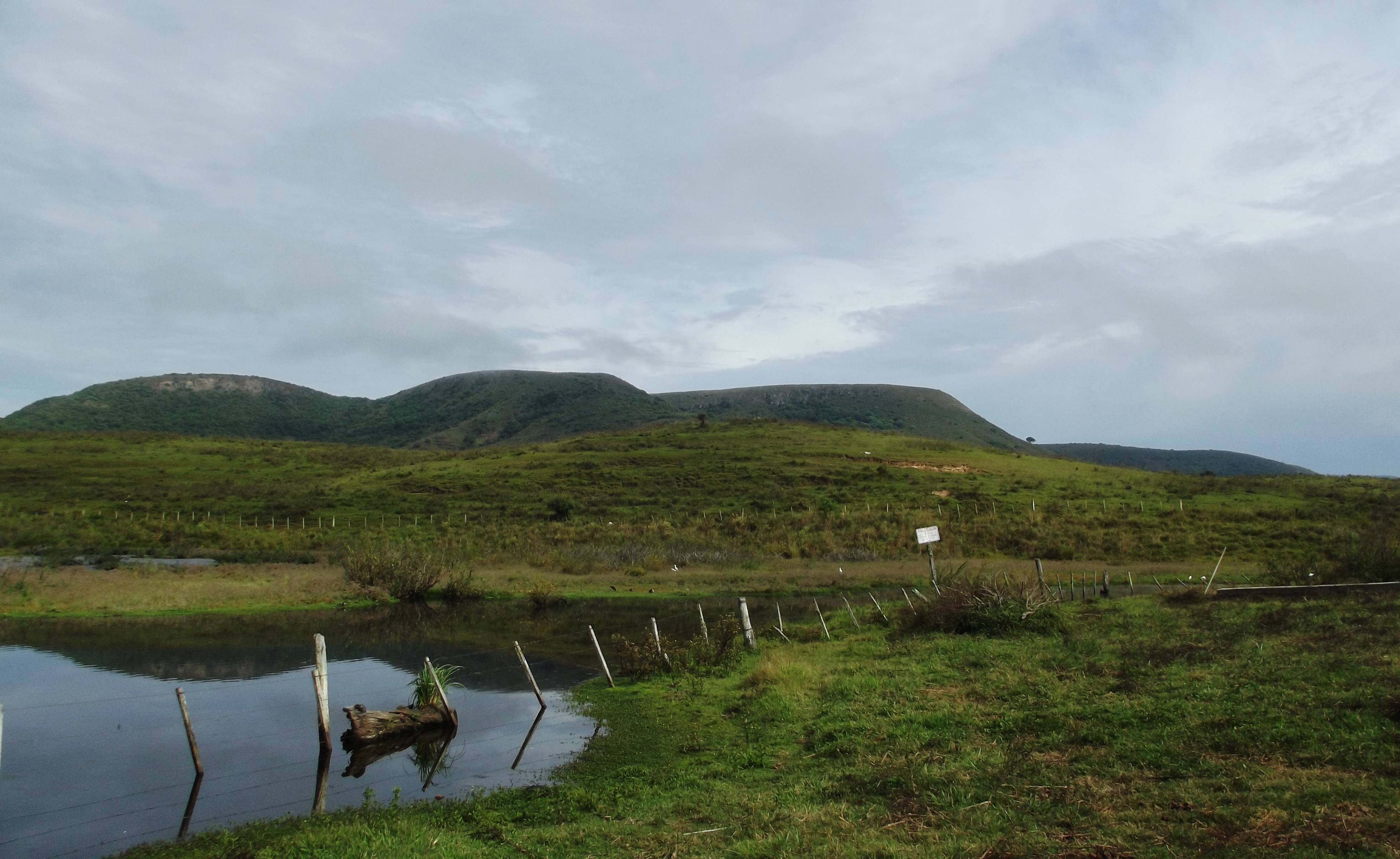
Un aspect typique de la Cuchilla de Haedo avec sa forme de relief tabulaire de type meseta.